# Каралатский сельсовет
Каралатский сельсовет — сельское поселение в Камызякском районе Астраханской области Российской Федерации.
Административный центр — село Каралат.

## Географическое положение
В состав территории входят каспийские низменные болотистые острова Зюдев, Галкин, Двенадцатый, Коневский, 
Баткачный и Зелёный. С севера граница муниципального образования проходит по реке Табола с юга на север вдоль берега Таболы на расстоянии 7850 м, поворачивает на юго-запад на расстоянии 375 м и проходит по валам прудового хозяйства колхоза «Память Ильича». С запада граница проходит по валам орошаемой системы колхоза протяженностью 11 км, поворачивает на северо-восток по валам орошаемых участков колхоза «Память Ильича» и идет на север к исходной точке вдоль берега реки Табола.

## История

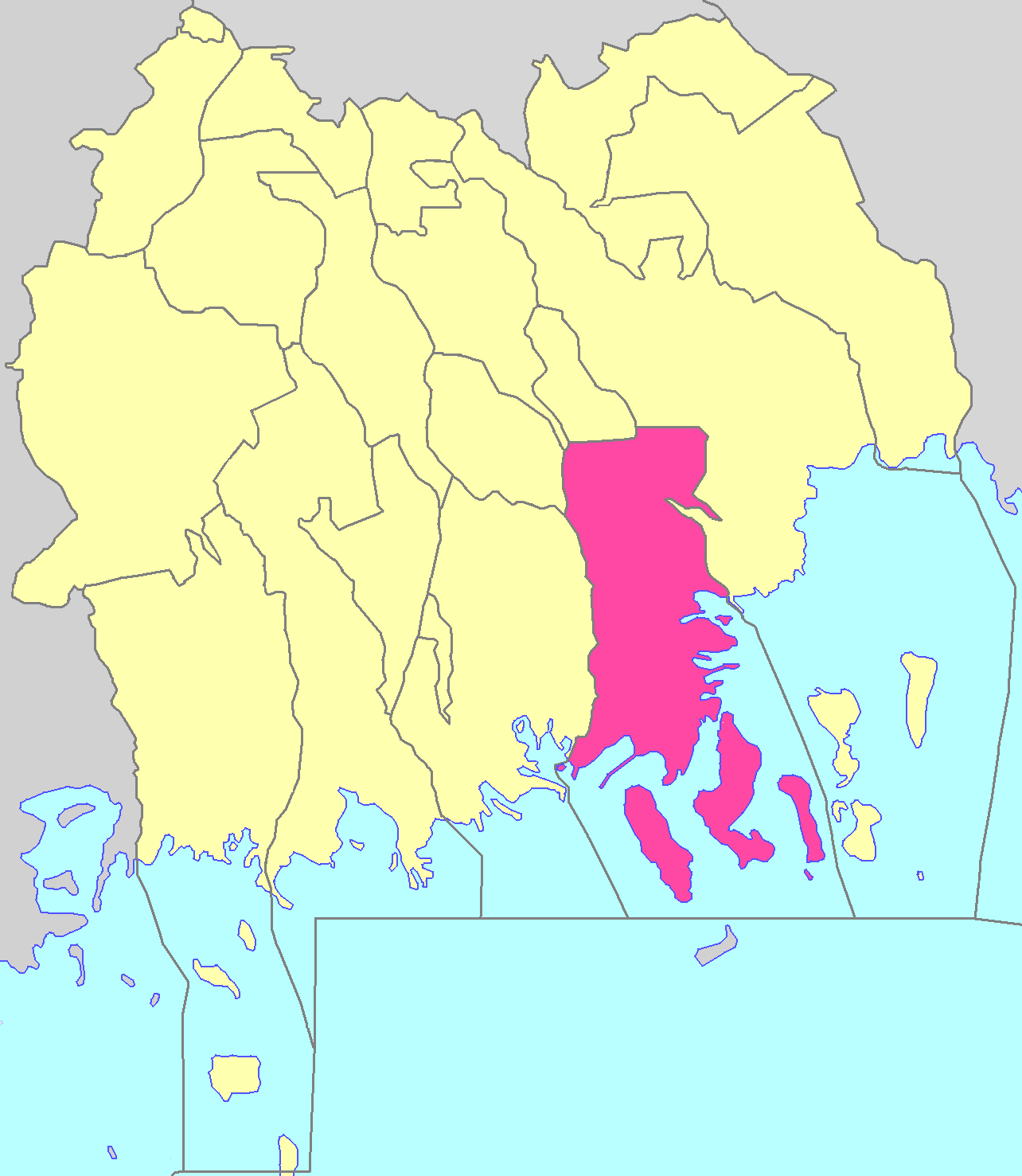
Территория сельсовета до 2015 года

Статус и границы сельского поселения установлены Законом Астраханской области от 6 августа 2004 года № 43/2004-ОЗ «Об установлении границ муниципальных образований и наделении их статусом сельского, городского поселения, городского округа, муниципального района».
Законом Астраханской области от 3 июня 2015 года № 31/2015-ОЗ, муниципальные образования «Каралатский сельсовет» и «Чапаевский сельсовет» были преобразованы, путём их объединения, в муниципальное образование «Каралатский сельсовет» с административным центром в селе Каралат.

## Население
| 2010  | 2012  | 2013  | 2014  | 2015  | 2016  | 2017  |
| ----- | ----- | ----- | ----- | ----- | ----- | ----- |
| 1468  | ↘1447 | ↘1422 | →1422 | ↗1439 | ↗1838 | ↘1822 |
| 2018  | 2019  | 2020  | 2021  |       |       |       |
| ↘1793 | ↘1778 | ↘1749 | ↗1814 |       |       |       |

## Состав сельского поселения
| № | Населённый пункт | Тип населённого пункта       | Население |
| - | ---------------- | ---------------------------- | --------- |
| 1 | Каралат          | село, административный центр | ↗1156     |
| 2 | Парыгино         | село                         | ↘312      |
| 3 | Чапаево          | село                         | ↘429      |

## Экономика
Ведущая отрасль — сельское хозяйство, представленное тремя крестьянско-фермерскими хозяйствами и двумя сельскохозяйственными предприятиями. В структуре угодий наибольшую площадь занимают пастбища (94,9 %) и пашня — 5,1 %. Животноводство — разведение крупного рогатого скота, свиней, овец, коз, лошадей и птиц, основная продукция — мясо, молоко, шерсть и яйца. Растениеводство — выращивание картофеля и овощей. Развито рыболовство. Среди промышленных предприятий работают 3 предприятия по вылову и переработке рыбы.
Среди учреждений социальной сферы в центре сельсовета действуют фельдшерско-акушерский пункт в Парыгино и врачебная амбулатория в Каралате, средняя школа на 500 мест, два детских сада на 52 места (в сумме), сельский дом культуры, сельская библиотека. Действуют 12 магазинов, столовая, ресторан, АЗС и аптека.
Транспорт в сельсовете представлен автомобильной дорогой Камызяк — Каралат и судоходными реками Табола и Белужья. В каждом селе есть пристань.